# Allettamento
L'allettamento consiste nel ripiegamento fino a terra di piante erbacee, per l'azione del vento o della pioggia. 
Questo fenomeno, se precoce, nei cereali a paglia può essere seguìto da una ricrescita dello stelo che però assume una caratteristica curvatura (ginocchiatura). 

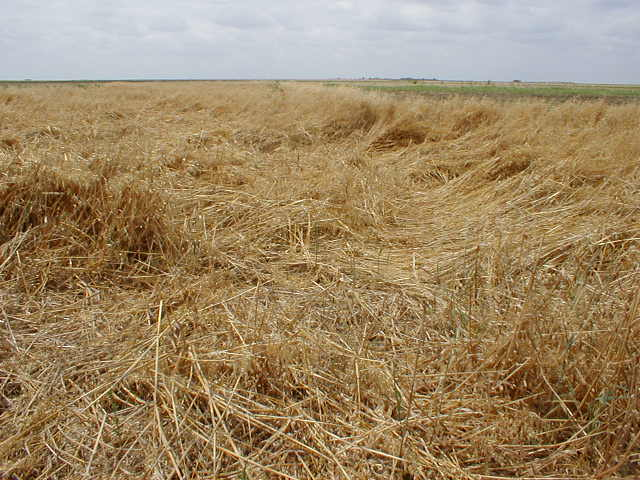
L'allettamento del grano

L'allettamento è negativo in quanto, oltre ad altri problemi di ordine fitosanitario, rende difficoltosa la raccolta del prodotto (per esempio la mietitura).
L'allettamento può essere risolto nei cereali adottando varietà con maggiore resistenza meccanica, che permetta anche una illuminazione nelle parti basali.